# Eminentia cruciformis
Eminentia cruciformis deler den indre overflade af nakkebenet i fire fossae:
- De øvre to fossae kaldes cerebrale fossae, er triangulære og låser occipitallapperne fast til cerebrum.
- De nedre to kaldes cerebellar fossae, er quadrilaterale og hjælper hemisfærene i Lillehjernen.